# 1926 aux échecs
| Années des échecs : 1923 - 1924 - 1925 - 1926 - 1927 - 1928 - 1929    |
| Décennies des échecs : 1890 - 1900 - 1910 - 1920 - 1930 - 1940 - 1950 |

Cet article présente les faits marquants de l'année 1926 aux échecs.

## Championnats nationaux
- Argentine : Roberto Grau remporte le championnat[1],[2].

- Autriche : Siegmund Beutum remporte un championnat, non officiel[3]. Chez les femmes, c’est Paula Wolf-Kalmar qui s’impose[4].

- Belgique : Edgard Colle remporte le championnat[5].
- Canada : John Morrison remporte le championnat[6].
- Écosse : JA McKee remporte le championnat[7].

- France : André Chéron remporte le championnat [8]. Chez les femmes, c’est Marie Jeanne Frigard qui s’impose[9].

- Pays-Bas : Max Euwe remporte le championnat [10]. Le championnat a lieu tous les deux ou trois ans.
- Pologne : Dawid Przepiórka remporte le championnat[11].

- Royaume-Uni de Grande-Bretagne et d'Irlande : Frederick Yates remporte le championnat[12].

- Suisse : Walter Michel remporte le championnat [13].

- RSS d'Ukraine : Boris Verlinski et Mikhaïl Marski remportent le championnat[14],[15], organisé dans le cadre de l’Union soviétique.

## Naissances
- Mark Taïmanov

## Nécrologie
- 24 janvier : Alexander Flamberg, Johannes Metger (en)
- 21 octobre : Piotr Potemkine